# ラニ・ダニエルズ
ラニ・ダニエルズ（Lani Daniels、1988年7月15日  - ）は、ニュージーランドのプロボクサー。ファンガレイ出身。現IBF女子世界ライトヘビー級王者。元IBF女子世界ヘビー級王者。世界2階級制覇王者。

## 来歴
アマチュア時代、2014年と2015年の2度ニュージーランド王者となった。
しかし、すぐプロにはならず、2016年からはバスケットボール選手としてニュージーランド女子選手権のノースランド・フェニックスでプレー。2017年にはチーム最多得点を記録した。
2017年9月1日、トリッシュ・ヴァカ戦でプロボクサーデビュー。プロボクサーデビュー後も2019年まではバスケットボールも並行してプレーしていた。
2017年11月18日、2戦目でニュージーランド女子ライトヘビー級王座決定戦としてトリッシュ・ヴァカとの再戦を3-0判定で返り討ちにしてプロ初タイトル獲得。
2018年3月16日、ゲオヴァナ・ペレスが持つPBCNZ女子ライトヘビー級王座に挑戦するが、1-2判定で敗れプロ初黒星。
敗戦後、2勝して再起。
2019年3月30日、WBO女子世界ライトヘビー級王座決定戦としてゲオヴァナ・ペレスと再戦するが、0-3判定で返り討ちにされ初の世界王座奪取ならず。
2023年3月10日、セキタ・ヘミングウェイとオーストラリア女子ヘビー級王座決定戦を戦い、3-0判定で勝利。
2023年5月27日、新設されたIBF女子世界ヘビー級王座決定戦としてアリー・メレイシアと対戦し、3-0の判定で勝利し、IBF王座獲得。
2023年8月26日、Razel Mohammedを4回TKOで降し初防衛成功。
2023年12月2日、新設されたIBF女子世界ライトヘビー級王座決定戦としてDesley Robinsonと対戦し、2-0判定勝利で2階級制覇達成。
2025年7月26日、ミシガン州デトロイトのリトル・シーザーズ・アリーナで女子世界ヘビー級4団体統一王者のクラレッサ・シールズと対戦するも、10回0-3（90-100、91-99×2）の判定負けを喫しヘビー級王座の返り咲きに失敗した。

## 獲得タイトル
プロボクシング
- ニュージーランド女子ライトヘビー級王座
- PBNZ女子スーパーミドル級王座
- PBNZ女子ライトヘビー級王座
- オーストラリア女子ヘビー級王座
- IBF女子世界ヘビー級王座（防衛1）
- IBF女子世界ライトヘビー級王座